# Ježkova nagrada
Ježkova nagrada je nagrada, poimenovana po Franetu Milčinskem - Ježku. Podeljuje jo RTV Slovenija v želji, da bi vzpodbudila izvirne dosežke in opuse v zvrsteh radijske in televizijske ustvarjalnosti, ki sledijo žlahtni tradiciji Ježkovega duha. Samo ob obletnicah RTV Slovenija podeli tudi Ježkovo nagrado za življenjsko delo.  

## Seznam nagrajencev
- Marjan Marinc (1989)
- Bojan Adamič (1990)
- Srečko Golob (1991)
- Urban Koder (1992)
- Iztok Mlakar (1993)
- Mojmir Sepe (1994)
- Ervin Fritz (1995)
- Jani Kovačič (1996)
- Tomaž Pengov (1997)
- Pavel Lužan (1998)
- Gojmir Lešnjak - Gojc (1999)
- Vita Mavrič (2000)
- Zlatko Šugman (2001)
- Jure Ivanušič (2002)
- Črt Škodlar (2003)
- Nataša Tič Ralijan (2004)
- Andrej Rozman - Roza (2005)
- Sašo Hribar (2006)
- Narobov (2007)
- Adi Smolar (2008); Tone Partljič (življenjsko delo)[1]
- Lado Leskovar (2009); Urban Koder (življenjsko delo)
- Vinko Möderndorfer (2010)
- Barbara Cerar (2011); Tone Fornezzi - Tof (življenjsko delo)
- Tilen Artač (2012)
- Toni Gašperič (2013)
- Marko Radmilovič (2014)
- Ljerka Belak (2015)
- Desa Muck (2016)
- Drago Mislej - Mef (2017)
- Zoran Predin (2018)[2]; Jurij Souček (življenjsko delo)
- Marko Brecelj (2019)[3]
- Vlado Kreslin (2020)[4]
- Svetlana Makarovič (2021)
- Vlado Poredoš (2022)[5]
- Tomaž Domicelj; Sašo Hribar (življenjsko delo - posthumno) (2023)
- Boris Cavazza (2024, življenjsko delo)